# Milano-Mantova 1933
La Milano-Mantova 1933, quinta edizione della corsa, si svolse il 29 ottobre 1933 su un percorso di 148 km con partenza a Milano e arrivo a Mantova. Organizzata da La Mantova Sportiva e riservata a professionisti e indipendenti, fu vinta dall'italiano Fabio Battesini, che completò il percorso in 3h28'00" precedendo i connazionali Vasco Bergamaschi e Luigi Mutti. Giacomo Gaioni, inizialmente terzo classificato, risultò poi declassato.

## Percorso
Partita da Rogoredo, quartiere sud-orientale di Milano, la corsa attraversò nell'ordine Tavazzano, Lodi (km 25), Casalpusterlengo, Codogno, Pizzighettone, Cremona, Piadena (km 110), Bozzolo (km 122), Ospitaletto e Castellucchio; al termine di un percorso completamente pianeggiante, si concluse a Mantova dopo 148 km.

## Ordine d'arrivo (Top 10)
| Pos. | Corridore          | Squadra          | Tempo    |
| ---- | ------------------ | ---------------- | -------- |
| 1    | Fabio Battesini    | Maino            | 3h28'00" |
| 2    | Vasco Bergamaschi  | Maino            | s.t.     |
| 3    | Luigi Mutti        | C.C. Lombardo    | a 7'00"  |
| 4    | Adamo Dabini       | U.S. Legnanese   | a 8'00"  |
| 5    | Alfredo Bulgarelli | Mantova Sport.   | a 12'00" |
| 6    | Edgardo Scappini   | G. Cantore Mil.  | s.t.     |
| 7    | Giuseppe Mantovani | C. Battisti Mil. | s.t.     |
| 8    | Osvaldo Bailo      | S.S. Aquila Feg. | s.t.     |
| 9    | Bruno Tosi         | -                | s.t.     |
| 10   | A. Rutilli         | Mantova Sport.   | a 13'00" |